# 斯普利特
斯普利特（發音：[splît] ⓘ），歷史上稱為斯帕拉托（義大利語：Spalato，發音：[ˈspaːlato]；參見其他名稱），是克羅埃西亞僅次於首都薩格勒布的第二大城市，也是達爾馬提亞地區及克羅埃西亞海岸線上最大的城市。斯普利特都會區約有33萬人口。  
斯普利特位於亞得里亞海東岸，分佈於一個中央半島及其周邊地區。作為區域交通樞紐及著名旅遊勝地，斯普利特與亞得里亞海諸島及亞平寧半島有密切聯繫。每年有超過90萬名遊客造訪。
該市起源於公元前3世紀或2世紀，由希臘殖民者在伊利里亞達爾馬泰人沿岸建立的阿斯帕拉托斯。305年，羅馬皇帝戴克里先選址於此，建造了著名的戴克里先宮。公元650年左右，隨著古老的達爾馬提亞行省首府薩洛納遭潘諾尼亞阿瓦爾人與南斯拉夫人劫掠而滅亡，戴克里先宮成為逃亡羅馬人的新居所，斯普利特逐漸發展為重要聚落。斯普利特成為拜占庭帝國的城市，之後逐步進入威尼斯共和國與克羅地亞王國的勢力範圍，儘管拜占庭帝國仍保有名義上的宗主權。  
在盛期中世紀及中世紀晚期大部分時間裡，斯普利特作為達爾馬提亞城邦國家之一享有自治地位，並在威尼斯與克羅地亞之間的權力爭奪中夾縫生存。
最終威尼斯取得優勢，斯普利特在近代早期時期成為威尼斯的一座城市，作為被鄂圖曼帝國包圍的重兵防守前哨。其內陸地區於1699年莫雷亞戰爭後從鄂圖曼人手中收復。1797年，隨著威尼斯共和國滅亡，根據坎波福爾米奧條約斯普利特轉交給哈布斯堡君主國。
1805年，普雷斯堡和約後斯普利特被劃入拿破崙統治下的拿破崙義大利王國，1806年併入法蘭西第一帝國，1809年成為伊利里亞省的一部分。  
1813年被奧地利佔領後，經維也納會議確認，斯普利特劃入奧地利帝國轄下的達爾馬提亞王國，並一直隸屬於奧地利至1918年奧匈帝國滅亡及南斯拉夫成立。在第二次世界大戰期間，斯普利特被義大利併吞，1943年義大利投降後由南斯拉夫游擊隊解放，隨後再被納粹德國佔領並劃入其傀儡政權克羅地亞獨立國。1944年斯普利特再次被游擊隊解放，戰後併入南斯拉夫社會主義聯邦共和國，成為克羅地亞社會主義共和國的一部分。
隨著1991年克羅地亞獨立，斯普利特自南斯拉夫分離，並成為獨立克羅地亞的一座城市。

## 名稱
该城的名字来源于多刺金雀花的希腊名，该城在当时称为或。该城为罗马所据后，其拉丁名为或，中世纪则在当地的达尔马提亚语居民中变为、或。

## 歷史

### 古典時代
儘管斯普利特的起源傳統上與公元305年戴克里先宮的建設相聯繫，但這座城市其實早在數個世紀前就已作為希臘殖民地阿斯帕拉索斯（Aspálathos）或斯帕拉索斯（Spálathos）而建立。它是來自今日維斯島的伊薩城邦（Issa）的殖民地，而伊薩本身則是西西里城市敘拉古的殖民地。 這座城市的確切建立年份不詳，但估計在公元前3世紀或2世紀左右。 當時希臘人主要靠與周邊的伊利里亞人部落（尤其是德爾馬泰人）進行貿易維生。

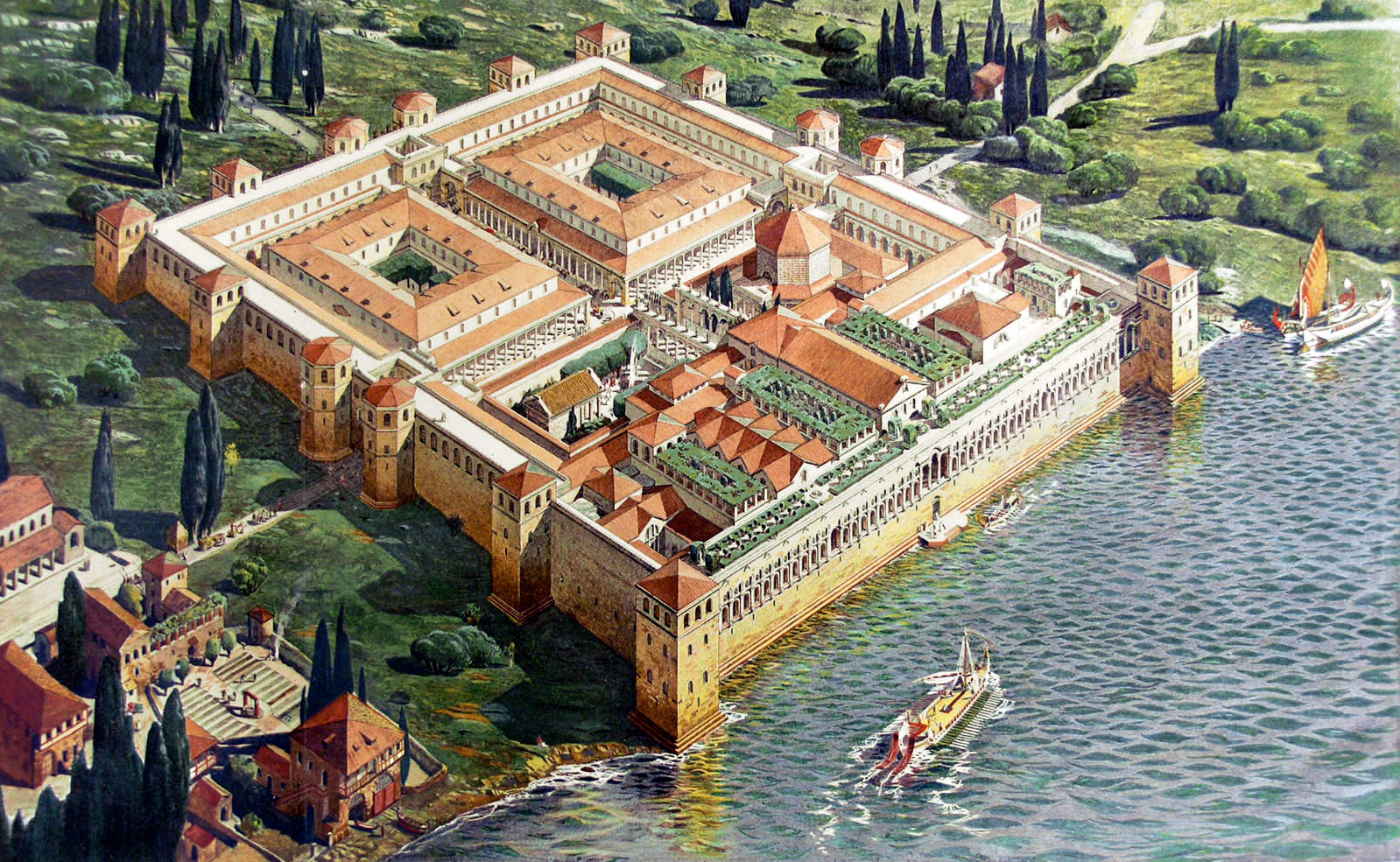
由埃內斯特·赫布拉爾（Ernest Hébrard）繪製的戴克里先宮原貌重建圖，建於305年

在公元前229年和219年的伊利里亞戰爭後，距斯帕拉托斯不遠的薩洛納成為羅馬達爾馬提亞行省的首府，也是晚期羅馬帝國中最大城市之一，人口達到6萬。此後，斯帕拉托斯的歷史記載變得模糊，被鄰近的薩洛納所掩蓋。
羅馬皇帝戴克里先（統治期為284–305年）在293年開始在斯帕拉托斯（拉丁語：Spalatum）附近沿海興建一座奢華且重兵防守的宮殿，靠近他家鄉薩洛納。 這座宮殿規模巨大，建築風格類似羅馬軍事堡壘，宮殿及周邊的斯帕拉圖姆城人口一度達8,000到10,000人。
公元475至480年間，戴克里先宮曾庇護了弗拉維烏斯·尤利烏斯·尼波斯，即西羅馬帝國最後一位合法皇帝。493年，東哥特王國奪取薩洛納及大部分達爾馬提亞地區，直到查士丁尼一世於535–536年重新收復。

### 中世紀
潘諾尼亞阿瓦爾人於639年洗劫薩洛納，徹底摧毀了這座城市；倖存的羅馬人逃往鄰近的島嶼。此時，達爾馬提亞地區及其沿海地帶由克羅埃西亞人部族定居，這些部族是阿瓦爾人可汗國的附庸。  
650年，在大西維魯斯（Severus the Great）的領導下，薩洛納的居民重新奪回了土地，並進駐無法被斯拉夫部落有效圍攻的戴克里先宮。  
拜占庭皇帝君士坦斯二世賦予他們合法的帝國許可，在宮殿內建立了新的城市「斯帕拉特姆」（Spalatum），並迫使當時作為拜占庭盟友的克羅地亞斯拉夫人停止敵對行動。
朱庇特神殿被改建為聖母瑪利亞教堂，並將薩洛納的聖人聖杜尼烏斯（Saint Domnius）的遺骸轉移至此，後來在此建立了聖杜尼烏斯大教堂，成為新的薩洛納大主教座堂所在地。
在君士坦丁堡淪陷之前，斯普利特名義上仍屬拜占庭帝國，作為拜占庭的公國，由拉文納總督區管理，751年後則由扎達爾統治。  
此時斯普利特內陸地區成為克羅地亞公國的一部分。這段時期，一種源於拉丁語的獨立達爾馬提亞語逐漸形成，並且該城市以Spalatrum或Spalatro為名，成為主要的達爾馬提亞城市國家之一。

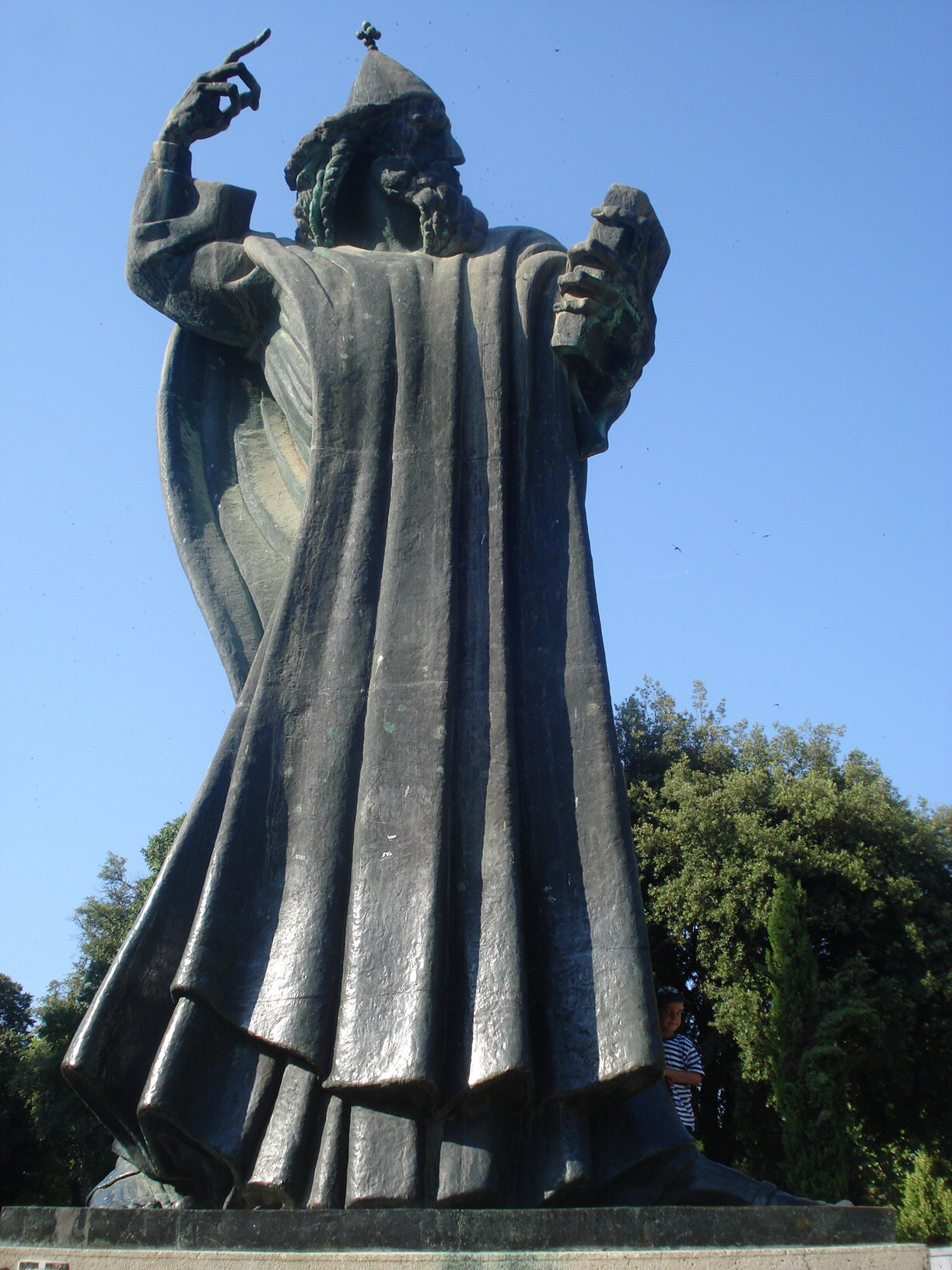
斯普利特公園內尼恩的格里高利主教雕像

925年，克羅地亞的托米斯拉夫在斯普利特內陸地區建立了克羅地亞王國，其中心位於尼恩，並與拜占庭結盟以對抗保加利亞的西美昂一世，但並未從皇帝那裡取得達爾馬提亞城市的控制權。  
同時尼恩主教區（由尼恩的格里高利領導）試圖將「斯拉夫語」作為宗教禮儀語言，引發爭議，最終在925年斯普利特主教會議上決議：「不得以斯拉夫語舉行神聖禮儀，僅限使用拉丁語或希臘語，且不得讓說斯拉夫語的人晉升神職。」
1100年斯普利特建造了鐘樓，獻給已被尊為城市守護聖人的聖杜尼烏斯。在9至10世紀期間，斯普利特屢遭納倫塔人（南斯拉夫部落，臣服於克羅地亞國王）劫掠。為此城市選擇向威尼斯效忠。998年，威尼斯公爵彼得羅二世·奧爾塞奧洛率領艦隊擊敗納倫塔人，並經拜占庭皇帝巴西爾二世許可，自稱為達爾馬提亞公爵。
1019年，拜占庭帝國重新直接統治達爾馬提亞，此時威尼斯公爵們放棄了「達爾馬提亞公爵」的稱號。  
1069年，克羅地亞國王彼得·克雷希米爾四世取得達爾馬提亞諸島與沿海城市，包括斯普利特，並向南延伸至涅雷特瓦河流域。雖然這些城市保留了自治，名義上仍屬拜占庭，但實際上已成為克羅地亞王國的臣屬地。
1091年，克羅地亞國王斯蒂芬二世去世後，克羅地亞爆發繼承危機，匈牙利國王拉斯洛一世介入。  
拜占庭皇帝阿歷克塞一世·科穆寧趁勢將舊達爾馬提亞軍區重新併入帝國。  
1096年，阿歷克塞一世在第一次十字軍東征期間，授予威尼斯管理達爾馬提亞的權力。
1105年，匈牙利國王科洛曼（卡爾曼）征服克羅地亞後，也進攻達爾馬提亞沿岸城市，斯普利特和特羅吉爾選擇在保留傳統特權的條件下投降。  
這些特權包括免繳貢賦、自選伯爵與大主教（由國王批准）、保留羅馬法律、可自行任命法官，以及禁止外國人在未經市民同意的情況下居住於城內。雖然匈牙利國王們大致尊重這些特權，但偶有違反事件發生。
科洛曼死於1116年後，威尼斯公爵奧爾德拉福·法列羅從十字軍東征地區歸來，再次征服達爾馬提亞城市及克羅地亞沿岸城市（如比奧格勒與希貝尼克）。  
1117年，他在與匈牙利軍的新一輪戰鬥中被殺，斯普利特重新接受匈牙利統治。  隨後新任威尼斯公爵多梅尼科·米歇爾又於1118年打敗匈牙利人，恢復威尼斯的權威。  
1124年，匈牙利國王斯蒂芬（伊什特萬）二世趁威尼斯與拜占庭交戰之際，再次無抵抗地奪回斯普利特與特羅吉爾。  
1127年，多梅尼科·米歇爾率軍回歸，重新擊退匈牙利人，並徹底摧毀比奧格勒，防止其成為匈牙利王國在達爾馬提亞的基地。
在貝拉二世統治期間，斯普利特仍由威尼斯控制；但1141年，其繼任者蓋扎二世征服波斯尼亞後，進軍斯普利特與特羅吉爾，兩城自願接受匈牙利宗主權，這次征服最終鞏固了匈牙利對斯普利特的統治。
在這段期間，斯普利特曾短暫回到拜占庭帝國控制之下。  
1151年，拜占庭皇帝曼努埃爾一世·科穆寧對克羅地亞與匈牙利王國展開軍事行動，至1164年，成功使達爾馬提亞諸城市重新臣服於帝國之下。  
1167年，曼努埃爾在錫爾米烏姆戰役中擊敗克羅地亞－匈牙利聯軍，鞏固了其在巴爾幹的地位，並隨後與威尼斯決裂，派遣150艘戰艦進入亞得里亞海。斯普利特因此留在拜占庭手中，直到1180年曼努埃爾逝世。
曼努埃爾去世後，匈牙利國王貝拉三世趁機展開1180–1185年匈牙利-拜占庭戰爭，收復達爾馬提亞。斯普利特堅決抵抗匈牙利的重新統治，因此在最終被迫臣服後，遭到國王取消以往的自治特權作為懲罰。
在接下來的20年間，克羅地亞－匈牙利聯合王國爆發了內戰，由西吉斯蒙德與安茹家族爭奪王位。  
1409年，敗北一方的拿坡里國王拉迪斯勞將其對達爾馬提亞的權利以10萬杜卡特的價格出售給威尼斯共和國。  
威尼斯以此為依據，在1420年前後正式接管斯普利特。

### 威尼斯時期
到此時，斯普利特的人口已經大多是克羅埃西亞人， 而使用羅曼語（達爾馬提亞語）的居民則已逐漸減少。 根據中世紀城市檔案記錄，日常通用語言是克羅埃西亞語，但威尼斯語也廣泛用於官方、教學、商業與文書事務中，其中混雜部分托斯卡納方言影響。
城市自治權大幅縮減，最高權力由威尼斯派遣的「伯爵兼隊長」（conte e capitanio）掌握。
斯普利特逐漸發展為重要的港口城市，並透過附近的克利斯山口與奧斯曼帝國控制的內陸地區進行貿易。文化也得到了繁榮發展，斯普利特是克羅埃西亞民族詩人馬爾科·馬魯利奇的故鄉。他於1501年創作的史詩《猶迪塔》敘述了猶滴斬殺赫羅弗尼斯的故事，被廣泛認為是克羅埃西亞文學的首部現代作品。該詩作於斯普利特撰寫，並於1521年在威尼斯出版。
然而這些進步主要屬於貴族階層；大部分普通市民文盲率極高，因為威尼斯政府對教育與醫療建設投入甚少。

### 19世紀
1797年，隨著威尼斯共和國滅亡，斯普利特根據《坎波福爾米奧條約》被法兰西第一共和国轉交給哈布斯堡君主國。

#### 拿破崙戰爭

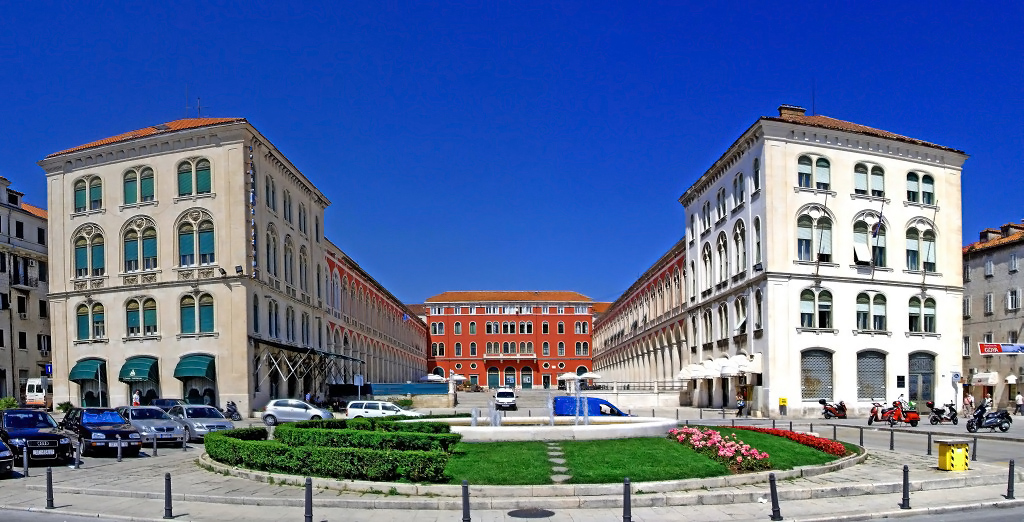
普羅庫拉蒂瓦廣場，建於法國第一帝國短暫統治時期

1805年，隨著第三次反法同盟在奧斯特里茨戰役中戰敗並簽訂普雷斯堡條約後，斯普利特成為拿破崙義大利王國的一部分。1806年起，該地直接納入法國第一帝國統治。  
同年，文森佐·丹多洛被任命為達爾馬提亞總督，而奧古斯特·德·馬爾蒙將軍被任命為軍事總指揮。
1809年，在與法國短暫交戰後，奧地利帝國將克恩頓州、卡尼奧拉、薩瓦河以西的克羅地亞地區、戈里齊亞和的里雅斯特割讓給法國。這些地區連同達爾馬提亞被合併為伊利里亞省。  
在此期間，斯普利特進行了大量建設投資，新街道開闢，部分古代城牆被拆除。
1813年11月，奧地利在威廉·霍斯特上尉率領的英軍協助下重新佔領斯普利特。  
1815年維也納會議後，斯普利特正式劃歸奧地利統治。

#### 哈布斯堡統治

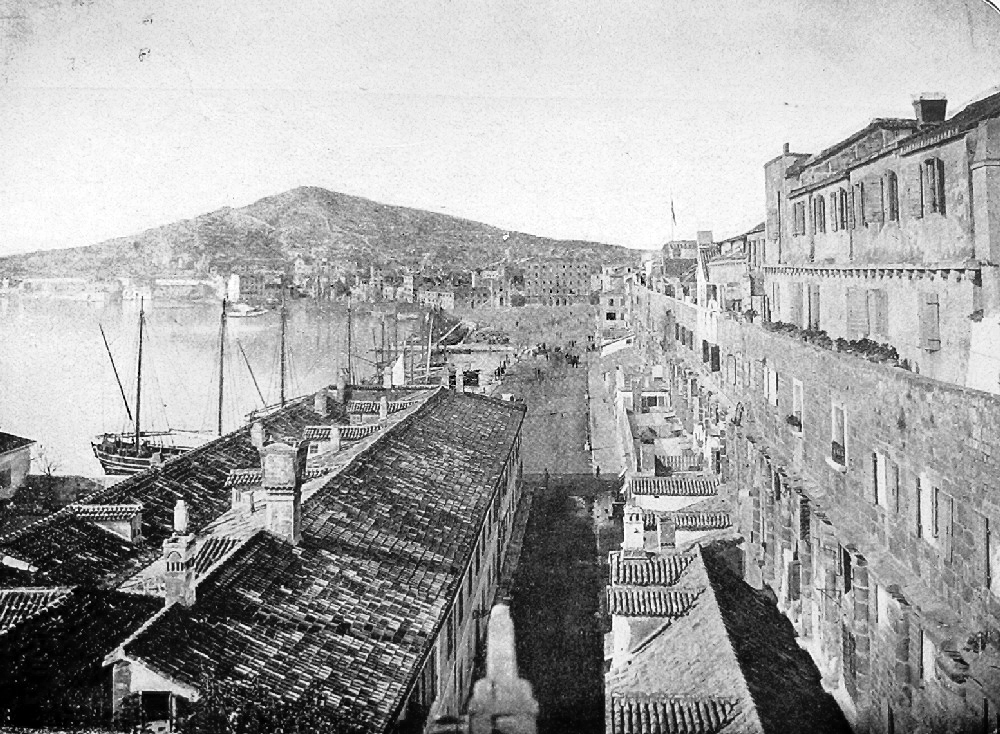
19世紀的斯普利特濱海大道（Riva），背景為馬里安山

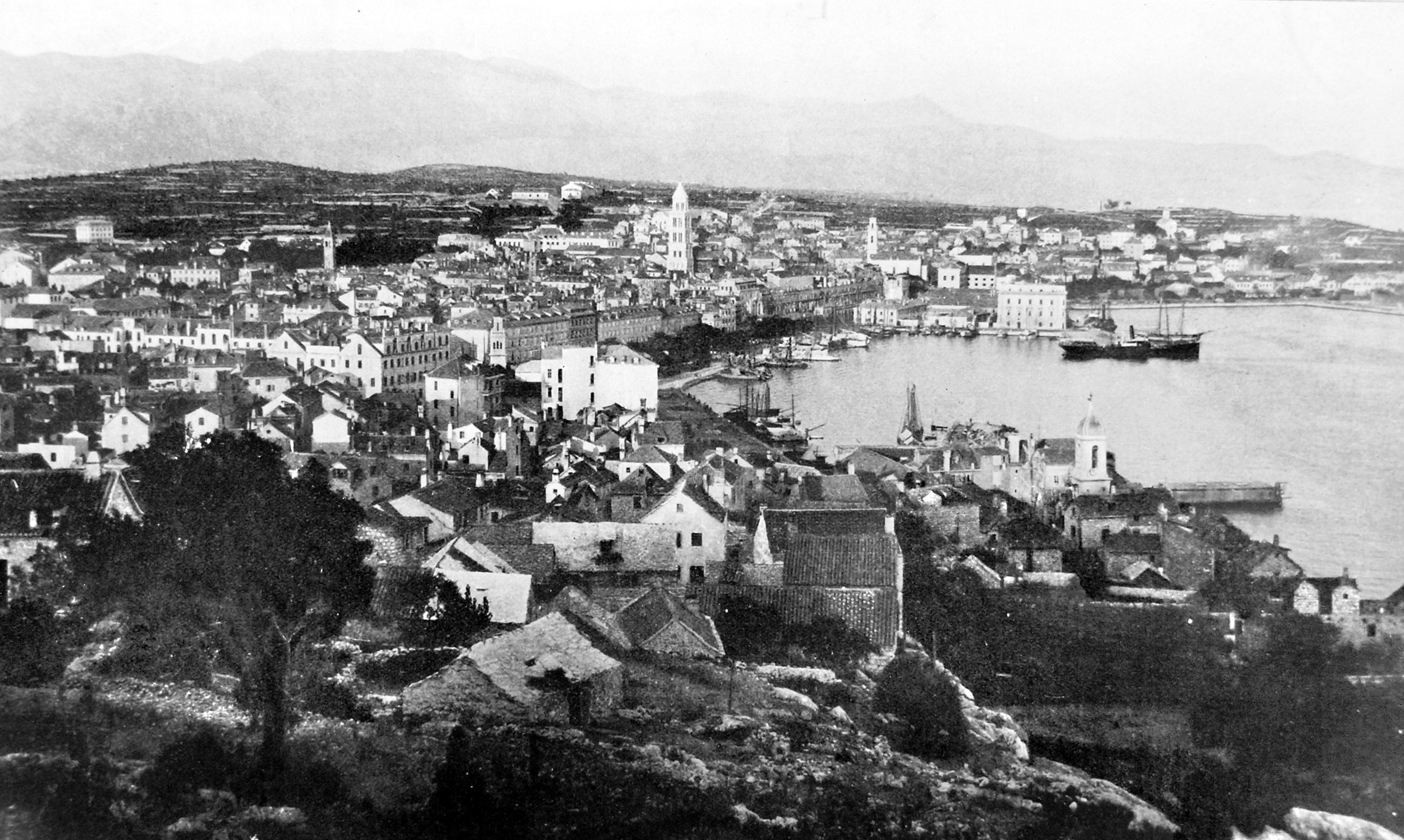
1910年從馬里安山坡拍攝的斯普利特市中心與濱海大道

斯普利特地區被納入達爾馬提亞王國，成為一個獨立的行政單位。  
1848年革命後受民族主義影響，斯普利特形成了兩大政治派系：
- 聯合派（Puntari）：主張達爾馬提亞與克羅地亞-斯拉沃尼亞王國合併，該王國當時由匈牙利管理。此派由人民黨及部分權利黨成員領導，以斯普利特為基地。
- 自治派（Autonomisti）：又稱「義大利未復地運動」派，政治主張從要求在奧匈帝國內部自治到支持與義大利王國統一。

起初，兩派曾聯合反對維也納中央集權政策，但隨著民族問題凸顯，最終分裂。  
在奧地利統治下，斯普利特經濟停滯，1848年歐洲革命浪潮未能蔓延至此，城市並未發生叛亂。
1860年，安東尼奧·巴亞蒙蒂當選市長（除1864–65年短暫中斷外），連續擔任市長直到1880年。他同時是達爾馬提亞議會（1861–91年）和奧地利帝國眾議院（1867–70年、1873–79年）成員。  
1882年，巴亞蒙蒂的政黨在選舉中失利，知名律師杜賈姆·倫迪奇-米奧切維奇接任市長。

### 作為南斯拉夫的一部分

#### 南斯拉夫王國時期
第一次世界大戰結束後，奧匈帝國解體，達爾馬提亞地區（含斯普利特）被劃入新成立的塞爾維亞人、克羅地亞人與斯洛文尼亞人王國。  
戰後，斯普利特曾被盟軍佔領，並在1918–1920年間發生一系列衝突。  
由於里耶卡、的里雅斯特與扎達爾被義大利吞併，斯普利特成為王國在東亞得里亞海沿岸最重要的港口。  
1925年，連接斯普利特與內陸的利卡鐵路竣工。
1929年，國名改為南斯拉夫王國，斯普利特成為新設立的濱海省行政中心。  
1939年，根據茨韋特科維奇-馬切克協議，斯普利特劃入新設立的克羅地亞省。

#### 第二次世界大戰

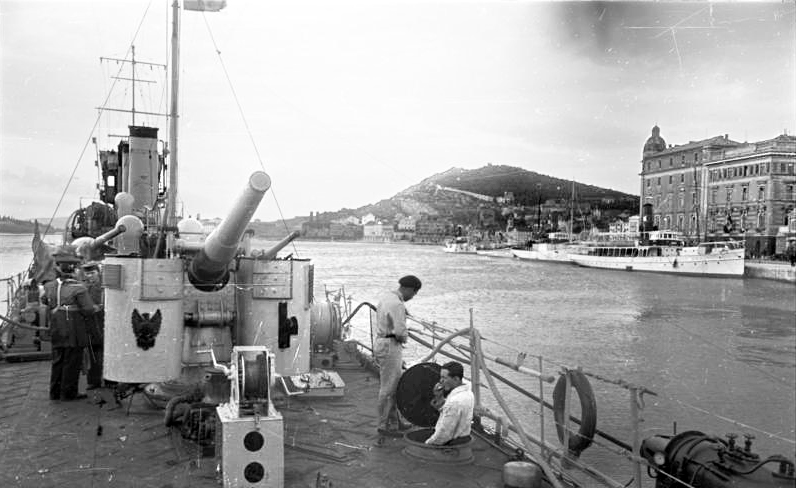
1941年義大利佔領後停泊在港口的義大利皇家海軍軍艦

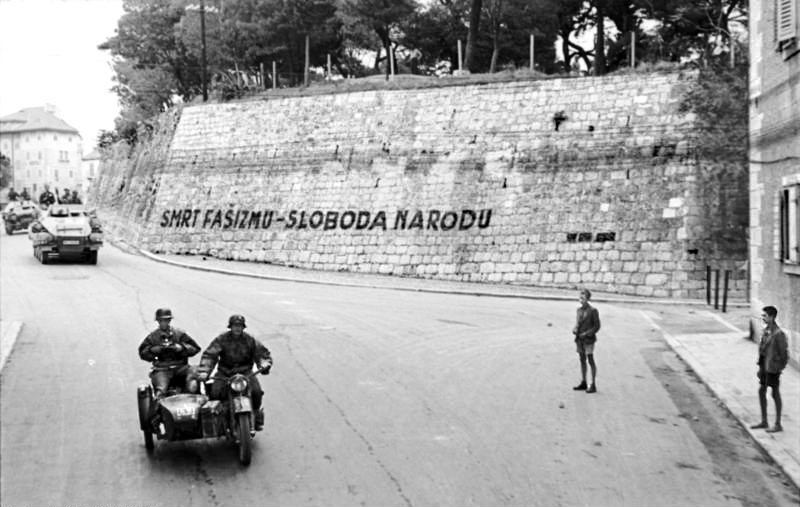
城市街頭的德軍車輛，牆上標語：「消灭法西斯，自由属于人民！」

1941年4月，納粹德國入侵南斯拉夫後，斯普利特被義大利軍隊佔領 。  
雖然形式上斯普利特劃入克羅埃西亞獨立國，但實際上由義大利全面控制。
1941年5月18日，義大利與克羅埃西亞獨立國簽訂羅馬條約後，斯普利特正式被併入斯帕拉托省，義大利統治延伸至科托爾一帶。
義大利統治期間，斯普利特成為南斯拉夫反法西斯運動的中心 。 1941年5月7日，第一支武裝抵抗小組成立，成為後來第一斯普利特突擊隊的基礎。  
僅在1941年9至10月，就有10名義大利佔領官員在市內被暗殺。
1942年6月12日，法西斯暴民襲擊猶太教堂，焚毀其圖書館與檔案，並毆打禮拜者。當地的哈伊杜克足球俱樂部與斯普利特俱樂部拒絕參加義大利錦標賽，並在義大利投降後集體加入南斯拉夫游擊隊。
1943年9月，義大利投降後，南斯拉夫游擊隊暫時控制斯普利特，大批居民加入抵抗運動。  
但不久後德國國防軍重新佔領城市，將其納入克羅埃西亞獨立國統治。期間，斯普利特不僅遭軸心國轟炸，也遭盟軍轟炸，造成數百人死亡。  
1944年10月26日，游擊隊最終解放斯普利特，並一度將其作為克羅埃西亞臨時首都。

#### 南斯拉夫聯邦時期

1967年啟用的斯普利特社會主義時期市徽

戰後，斯普利特成為克羅埃西亞社會主義共和國的一部分，屬於南斯拉夫社會主義聯邦共和國。  
此時期城市經歷了最大規模的經濟與人口成長，人口增加了三倍。大量工廠與企業成立，成為超越克羅埃西亞邊界的區域經濟中心。  
特別是造船業取得巨大成功，使南斯拉夫成為全球主要造船國之一。
1979年，為了舉辦地中海運動會，斯普利特建設了波柳德體育場等一系列設施。  
同時斯普利特成為南斯拉夫最大的客運與軍事港口，並設有南斯拉夫人民軍海軍總部。

### 现代时期
1991年克羅埃西亞宣布獨立時，斯普利特仍駐有大量南斯拉夫人民軍（JNA）部隊與南斯拉夫海軍（JRM）設施。 雙方長時間對峙，並爆發零星衝突。 1991年11月15日，JRM輕型巡防艦「斯普利特號」向市區開火，造成少數傷亡。 1992年1月，JNA與JRM全面撤離斯普利特。
1990年代，克羅埃西亞經濟大幅衰退。 但2000年後，斯普利特重新振興，逐步轉型為重要的旅遊城市。 大量新酒店、公寓與辦公大樓建成，多個大型開發項目啟動，例如2009年落成的斯帕拉迪烏姆體育館。

## 气候
斯普利特属柯本气候分类 （页面存档备份，存于）中的炎热夏季地中海气候（Csa）。这里夏季炎热且相对干燥，冬季温和而多雨，但受强劲北风布拉风影响，冬季有时会感到寒冷。
一月是最冷的月份，平均最低气温约为6 °C（43 °F）；七月则是最热的月份，平均最高气温约为31 °C（88 °F）。年均降水量约为800 mm（31.50英寸）。十一月是降水最多的月份，降水量近120 mm（4.72英寸），有12天下雨；七月则最为干燥，降水量约为25 mm（0.98英寸）。降雪通常较为罕见，但在2012年2月2012年初欧洲寒潮期间，斯普利特降下了创纪录的25 cm（9.84英寸）大雪，导致交通严重受阻。斯普利特年均日照时数超过2,600小时。
2017年7月，克罗地亚消防员奋力扑灭亚得里亚海沿岸附近的森林大火，火灾损毁了斯普利特周边村庄的多处建筑。
| 斯普利特（马里安山，1991–2020年标准期，极端值1948–2023年） | 斯普利特（马里安山，1991–2020年标准期，极端值1948–2023年） | 斯普利特（马里安山，1991–2020年标准期，极端值1948–2023年） | 斯普利特（马里安山，1991–2020年标准期，极端值1948–2023年） | 斯普利特（马里安山，1991–2020年标准期，极端值1948–2023年） | 斯普利特（马里安山，1991–2020年标准期，极端值1948–2023年） | 斯普利特（马里安山，1991–2020年标准期，极端值1948–2023年） | 斯普利特（马里安山，1991–2020年标准期，极端值1948–2023年） | 斯普利特（马里安山，1991–2020年标准期，极端值1948–2023年） | 斯普利特（马里安山，1991–2020年标准期，极端值1948–2023年） | 斯普利特（马里安山，1991–2020年标准期，极端值1948–2023年） | 斯普利特（马里安山，1991–2020年标准期，极端值1948–2023年） | 斯普利特（马里安山，1991–2020年标准期，极端值1948–2023年） | 斯普利特（马里安山，1991–2020年标准期，极端值1948–2023年） |
| 月份                                                       | 1月                                                        | 2月                                                        | 3月                                                        | 4月                                                        | 5月                                                        | 6月                                                        | 7月                                                        | 8月                                                        | 9月                                                        | 10月                                                       | 11月                                                       | 12月                                                       | 全年                                                       |
| ---------------------------------------------------------- | ---------------------------------------------------------- | ---------------------------------------------------------- | ---------------------------------------------------------- | ---------------------------------------------------------- | ---------------------------------------------------------- | ---------------------------------------------------------- | ---------------------------------------------------------- | ---------------------------------------------------------- | ---------------------------------------------------------- | ---------------------------------------------------------- | ---------------------------------------------------------- | ---------------------------------------------------------- | ---------------------------------------------------------- |
| 历史最高温 °C（°F）                                        | 17.4 (63.3)                                                | 22.3 (72.1)                                                | 24.3 (75.7)                                                | 27.7 (81.9)                                                | 33.2 (91.8)                                                | 38.1 (100.6)                                               | 38.6 (101.5)                                               | 38.5 (101.3)                                               | 34.2 (93.6)                                                | 27.9 (82.2)                                                | 25.8 (78.4)                                                | 18.7 (65.7)                                                | 38.6 (101.5)                                               |
| 平均高温 °C（°F）                                          | 10.7 (51.3)                                                | 11.5 (52.7)                                                | 14.5 (58.1)                                                | 18.4 (65.1)                                                | 23.4 (74.1)                                                | 28.1 (82.6)                                                | 31.0 (87.8)                                                | 30.9 (87.6)                                                | 25.4 (77.7)                                                | 20.5 (68.9)                                                | 15.6 (60.1)                                                | 11.8 (53.2)                                                | 20.2 (68.3)                                                |
| 日均气温 °C（°F）                                          | 8.2 (46.8)                                                 | 8.7 (47.7)                                                 | 11.3 (52.3)                                                | 14.9 (58.8)                                                | 19.7 (67.5)                                                | 24.2 (75.6)                                                | 26.8 (80.2)                                                | 26.8 (80.2)                                                | 21.7 (71.1)                                                | 17.4 (63.3)                                                | 13.1 (55.6)                                                | 9.4 (48.9)                                                 | 16.8 (62.3)                                                |
| 平均低温 °C（°F）                                          | 5.9 (42.6)                                                 | 6.0 (42.8)                                                 | 8.5 (47.3)                                                 | 11.8 (53.2)                                                | 16.1 (61.0)                                                | 20.2 (68.4)                                                | 22.8 (73.0)                                                | 22.9 (73.2)                                                | 18.4 (65.1)                                                | 14.7 (58.5)                                                | 10.8 (51.4)                                                | 7.2 (45.0)                                                 | 13.8 (56.8)                                                |
| 历史最低温 °C（°F）                                        | −9.0 (15.8)                                                | −8.1 (17.4)                                                | −6.6 (20.1)                                                | 0.3 (32.5)                                                 | 4.8 (40.6)                                                 | 9.1 (48.4)                                                 | 13.0 (55.4)                                                | 11.2 (52.2)                                                | 8.8 (47.8)                                                 | 3.8 (38.8)                                                 | −4.5 (23.9)                                                | −6.3 (20.7)                                                | −9.0 (15.8)                                                |
| 平均降水量 mm（）                                          | 72.7 (2.86)                                                | 63.8 (2.51)                                                | 58.4 (2.30)                                                | 62.0 (2.44)                                                | 57.8 (2.28)                                                | 49.2 (1.94)                                                | 24.6 (0.97)                                                | 31.7 (1.25)                                                | 82.3 (3.24)                                                | 79.6 (3.13)                                                | 119.8 (4.72)                                               | 98.7 (3.89)                                                | 800.6 (31.53)                                              |
| 平均降水天数（≥ 0.1毫米）                                  | 10.5                                                       | 9.4                                                        | 9.6                                                        | 10.4                                                       | 9.4                                                        | 7.8                                                        | 5.1                                                        | 4.6                                                        | 8.2                                                        | 9.3                                                        | 11.7                                                       | 11.9                                                       | 107.9                                                      |
| 平均降雪天数（≥ 有积雪天数）                               | 0.3                                                        | 0.6                                                        | 0.3                                                        | 0                                                          | 0                                                          | 0                                                          | 0                                                          | 0                                                          | 0                                                          | 0                                                          | 0.1                                                        | 0.2                                                        | 1.5                                                        |
| 平均相對濕度（％）                                         | 61                                                         | 59                                                         | 59                                                         | 59                                                         | 56                                                         | 53                                                         | 49                                                         | 51                                                         | 58                                                         | 63                                                         | 65                                                         | 61                                                         | 58                                                         |
| 月均日照時數                                               | 139.5                                                      | 151.7                                                      | 195.1                                                      | 221.5                                                      | 277.9                                                      | 317.8                                                      | 358.7                                                      | 335.0                                                      | 246.3                                                      | 197.8                                                      | 129.3                                                      | 127.9                                                      | 2,698.5                                                    |
| 可照百分比                                                 | 47                                                         | 55                                                         | 54                                                         | 56                                                         | 65                                                         | 72                                                         | 81                                                         | 79                                                         | 70                                                         | 61                                                         | 50                                                         | 48                                                         | 63                                                         |
| 来源1：美国国家环境信息中心                                |                                                            |                                                            |                                                            |                                                            |                                                            |                                                            |                                                            |                                                            |                                                            |                                                            |                                                            |                                                            |                                                            |
| 来源2：克罗地亚气象与水文局（日照百分比与极端气候数据）    |                                                            |                                                            |                                                            |                                                            |                                                            |                                                            |                                                            |                                                            |                                                            |                                                            |                                                            |                                                            |                                                            |

| 斯普利特气候数据                        | 斯普利特气候数据 | 斯普利特气候数据 | 斯普利特气候数据 | 斯普利特气候数据 | 斯普利特气候数据 | 斯普利特气候数据 | 斯普利特气候数据 | 斯普利特气候数据 | 斯普利特气候数据 | 斯普利特气候数据 | 斯普利特气候数据 | 斯普利特气候数据 | 斯普利特气候数据 |
| 月份                                    | 一月             | 二月             | 三月             | 四月             | 五月             | 六月             | 七月             | 八月             | 九月             | 十月             | 十一月           | 十二月           | 全年             |
| --------------------------------------- | ---------------- | ---------------- | ---------------- | ---------------- | ---------------- | ---------------- | ---------------- | ---------------- | ---------------- | ---------------- | ---------------- | ---------------- | ---------------- |
| 最高气温≥ 30.0 °C（86.0 °F） 的平均日数 | 0                | 0                | 0                | 0                | 0.7              | 9.7              | 20.8             | 20.5             | 2.5              | 0                | 0                | 0                | 54.2             |
| 最低气温< 0.0 °C（32.0 °F） 的平均日数  | 1.4              | 2.0              | 0.4              | 0                | 0                | 0                | 0                | 0                | 0                | 0                | 0                | 0.9              | 4.8              |
| 降水量≥ 10.0 mm（0.39英寸） 的平均日数  | 2.7              | 2.3              | 1.9              | 2.1              | 2.0              | 1.5              | 0.6              | 1.0              | 2.7              | 2.4              | 4.0              | 3.3              | 26.7             |
| 积雪深度≥ 1.0 cm（0.39英寸） 的平均日数 | 0                | 0.7              | 0                | 0                | 0                | 0                | 0                | 0                | 0                | 0                | 0                | 0                | 0.7              |
| 出现雷暴的平均日数                      | 2.2              | 1.8              | 1.7              | 2.5              | 3.7              | 4.6              | 3.8              | 4.1              | 4.7              | 3.1              | 4.2              | 2.7              | 39               |
| 出现冰雹的平均日数                      | 0.3              | 0.3              | 0.3              | 0.1              | 0.1              | 0.2              | 0.1              | 0.0              | 0.1              | 0.2              | 0.2              | 0.2              | 2.2              |
| 出现雾或冰雾的平均日数                  | 0.1              | 0.3              | 0.4              | 0.3              | 0.1              | 0.0              | 0.1              | 0.1              | 0.0              | 0.1              | 0.1              | 0.0              | 1.7              |

| 一月               | 二月               | 三月               | 四月               | 五月               | 六月               | 七月               | 八月               | 九月               | 十月               | 十一月             | 十二月             | 全年               |
| ------------------ | ------------------ | ------------------ | ------------------ | ------------------ | ------------------ | ------------------ | ------------------ | ------------------ | ------------------ | ------------------ | ------------------ | ------------------ |
| 12.0 °C（53.6 °F） | 11.5 °C（52.7 °F） | 11.9 °C（53.4 °F） | 13.8 °C（56.8 °F） | 17.3 °C（63.1 °F） | 21.1 °C（70.0 °F） | 23.2 °C（73.8 °F） | 23.6 °C（74.5 °F） | 21.7 °C（71.1 °F） | 19.3 °C（66.7 °F） | 16.4 °C（61.5 °F） | 13.7 °C（56.7 °F） | 17.1 °C（62.8 °F） |

## 文化
在1979年，斯普利特的歷史中心與戴克里先宮殿被列入聯合國世界文化遺產。斯普利特是克羅地亞的文化中心之一，其文學傳統可追溯至中世紀。

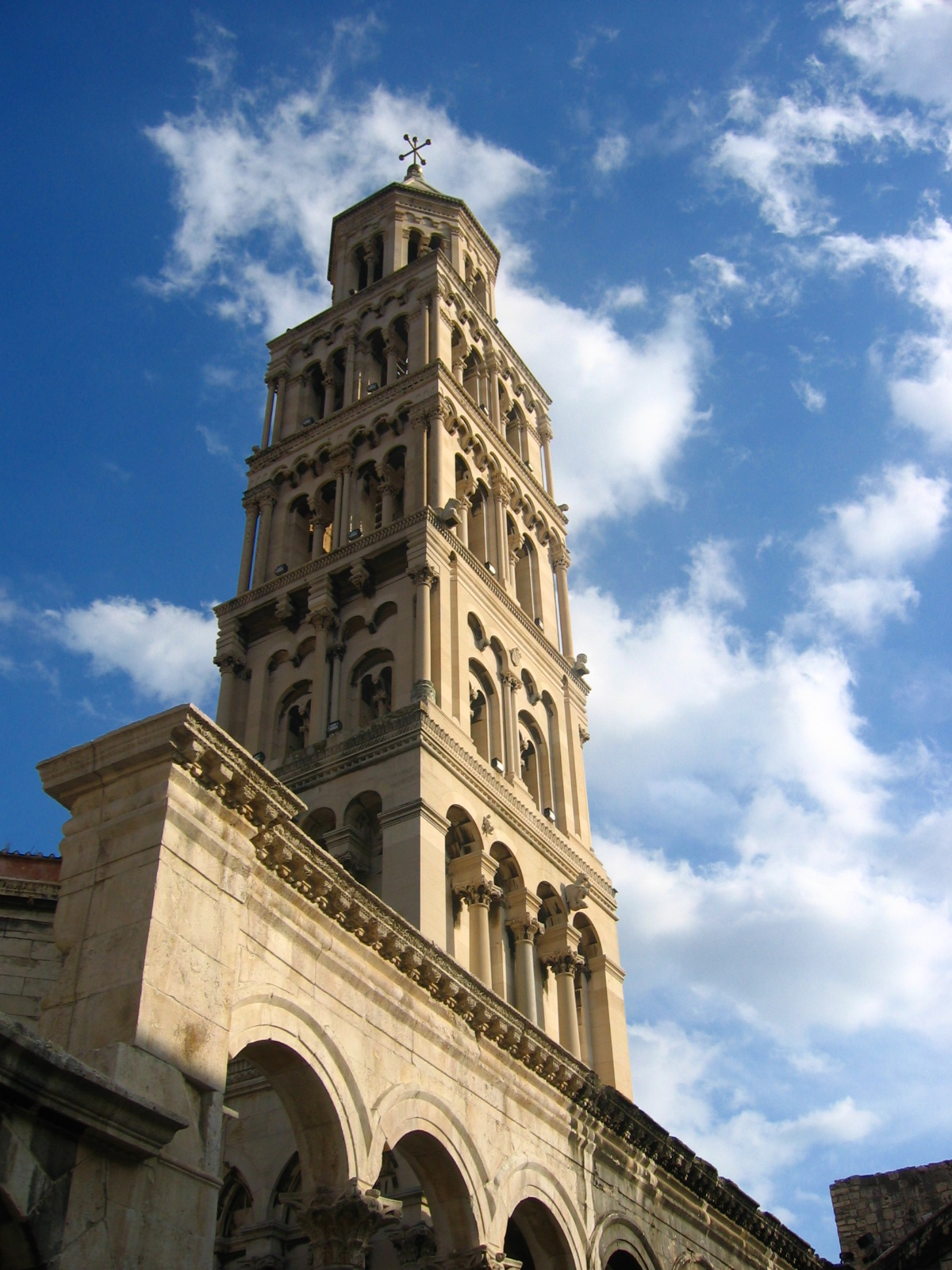
城內的主教座堂，此鐘樓是斯普利特的標誌
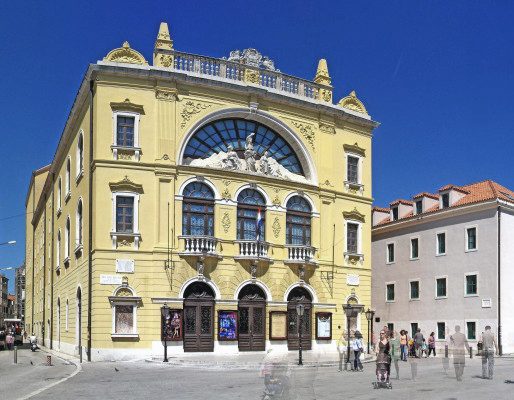
克羅地亞國立劇院，1893年所建
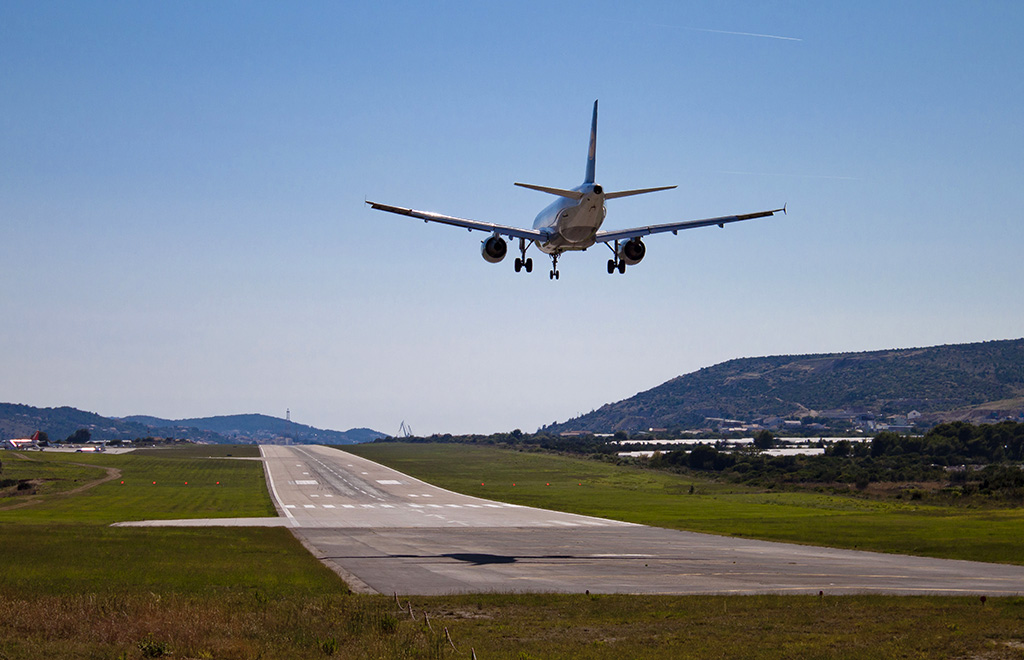
一架飛機正在降落斯普利特機場。斯普利特是達爾馬提亞的交通運輸中心
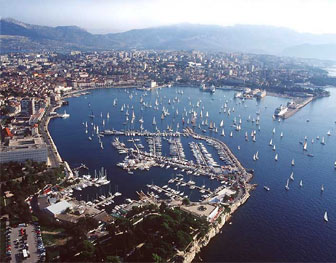
斯普利特的港口，為地中海第三繁忙的港口。每日有航線前往里耶卡、杜布羅夫尼克和意大利的安科納

### 旅游

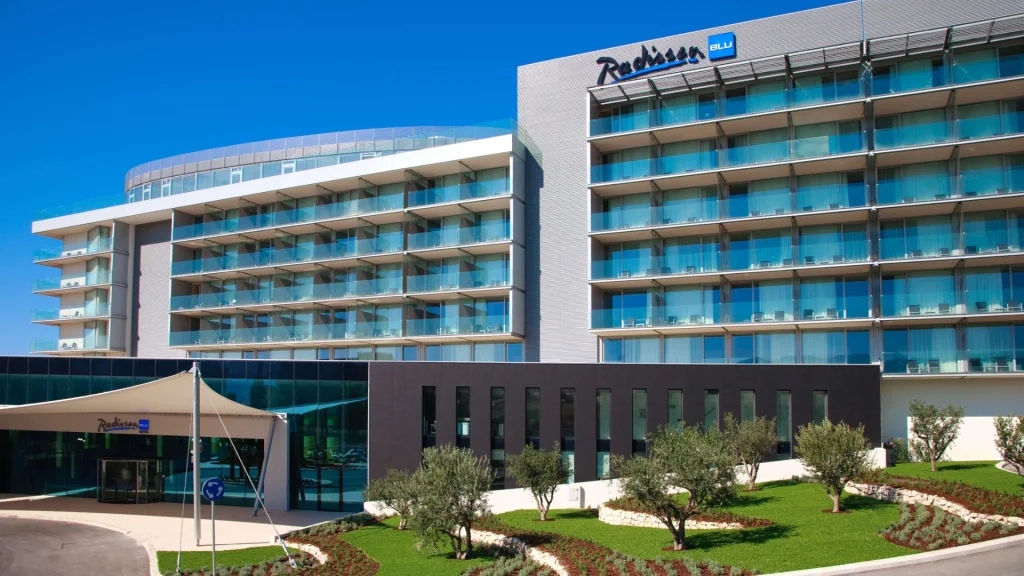
斯普利特的丽笙蓝光度假酒店

2023年，斯普利特迎来了创纪录的游客数量，共有965,405人次到访和3,050,389个夜晚住宿。 此外国际性活动和大型聚会也极大促进了斯普利特的旅游业，例如每年七月举办的电子音乐节Ultra Europe，每年吸引超过15万人参加。该音乐节最初在波柳德体育场举行，自2019年起迁至青年公园。
文化因素在斯普利特旅游业中也发挥了重要作用，包括国际电视剧《权力的游戏》的拍摄，使用了戴克里先宫、克利斯要塞、日尔诺夫尼察采石场及水磨坊等地作为取景地。 另一部拍摄于斯普利特的作品是由欧文·威尔逊和萨尔玛·海耶克主演的电影《虚幻人生》。

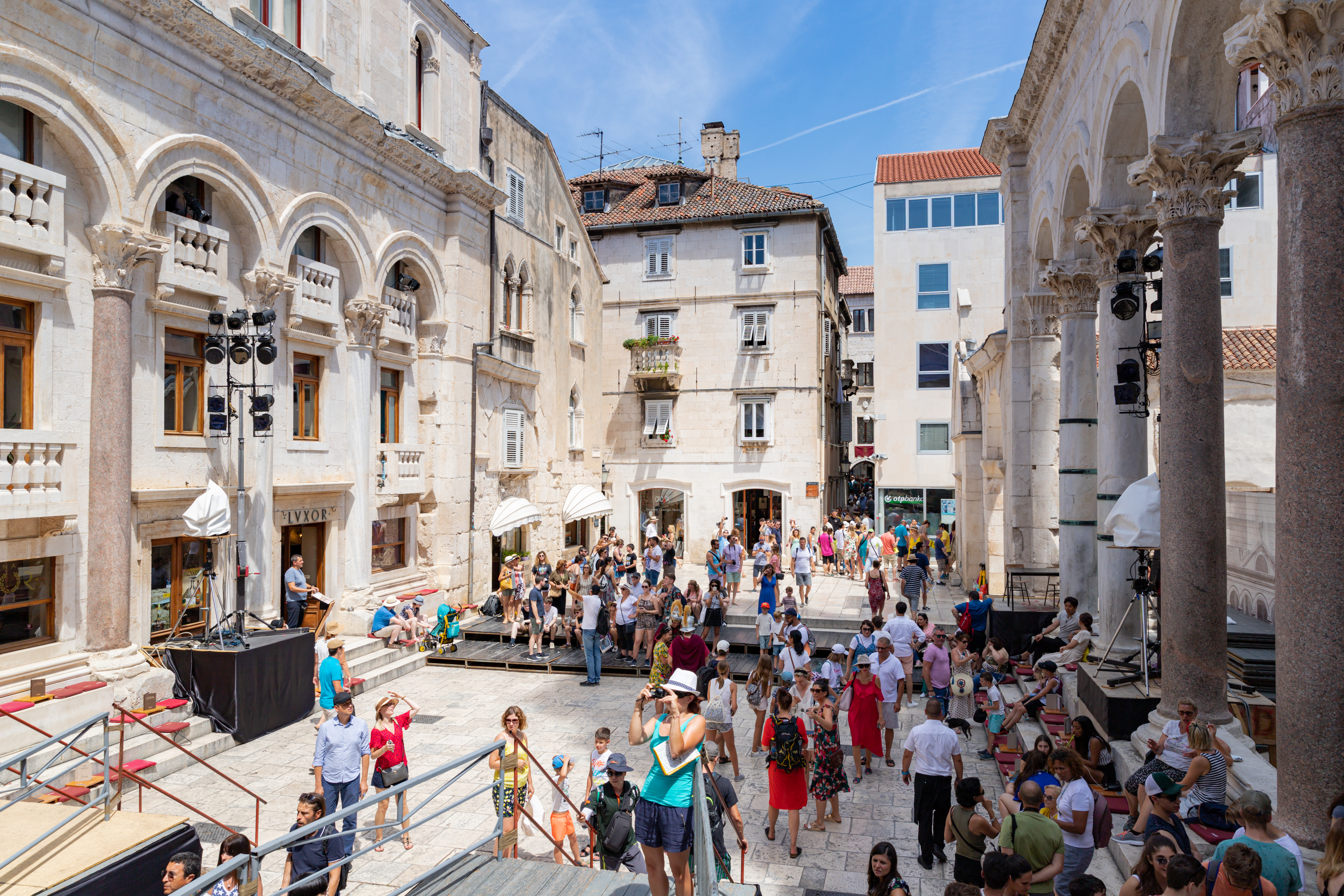
戴克里先宫内佩里斯提尔广场的游客

 1979年，斯普利特历史中心被列入联合国教科文组织世界遗产名录。斯普利特也被认为是克罗地亚文化的中心之一。当地的文学传统可以追溯至中世纪，代表人物有马尔科·马鲁利奇，而近现代则有更多具有幽默感的作家。
其中最著名的包括米连科·斯莫耶，他创作了电视剧《小镇故事》（Malo misto）和《大城故事》（Velo misto，后者描述了斯普利特的现代化进程）；以及伊沃·蒂亚尔多维奇，他创作了轻歌剧《小弗洛拉米耶》。这两位作家的作品在一定程度上反映了随着大量农村移民涌入而逐渐消逝的旧有传统。
尽管斯普利特拥有丰富多彩的背景与人物设定，并自20世纪初约瑟普·卡拉曼的早期作品开始便有电影制作传统，但在此地或周边拍摄的影片数量相对较少。其中最著名的演员是博里斯·德沃尔尼克。

## 人口統計
根據2001年人口普查，市內人口為188,694人，其中克羅埃西亞人佔總人口95.15%，而羅馬天主教徒則佔88.37%。而據2011年的普查，斯普利特城內的居民為178,192人。
由于该市在数个世纪间隶属于威尼斯共和国，即所谓的威尼斯达尔马提亚的一部分，因此斯普利特曾有一个数量可观的意大利人群体，即达尔马提亚意大利人。根据奥地利帝国时期的人口普查数据，1890年斯普利特共有1,969名达尔马提亚意大利人，占总人口的12.5%；1900年为1,049人（占5.6%）；1910年为2,082人（占9.7%）。 在1943年至1960年间发生的伊斯特拉-达尔马提亚人口外流之后，这一人数急剧下降。根据2011年克罗地亚人口普查数据，斯普利特现有83名达尔马提亚意大利人，占总人口的0.05%。

## 交通
斯普利特是达尔马提亚及更广泛地区的重要交通中心。除了连接萨格勒布与斯普利特的A1高速公路外，从里耶卡通往杜布罗夫尼克的亚得里亚海沿岸公路也经过该市。当地公共交通由Promet Split公司运营，提供市区及周边地区的巴士线路。由于地形多丘陵，斯普利特没有设立有轨电车系统。
位于卡什泰拉、距离斯普利特市区约20公里的斯普利特机场，是克罗地亚第二大机场，2024年旅客吞吐量达362万人次。 机场全年有国内航班及部分欧洲航线，并在夏季增开大量季节性航线。
斯普利特港每年服务约400万名乘客，是地中海第三繁忙的港口。港口连接斯普利特与周边中达尔马提亚群岛，包括布拉奇岛、赫瓦尔岛和绍尔塔岛，以及较远的维斯岛、科尔丘拉岛、姆列特岛和拉斯托沃岛。此外还有通往里耶卡、杜布罗夫尼克和意大利安科纳的航线，以及夏季开设前往意大利其他目的地的季节性航线。斯普利特近年来也成为重要的邮轮停靠港，每年接待260余艘邮轮、13万名乘客。
斯普利特拥有一座位于市中心（半岛南部）、靠近主港的铁路车站，为克罗地亚铁路公司的长途快速列车（连接斯普利特与首都萨格勒布）及市郊通勤列车（连接斯普利特与卡什泰尔·斯塔里，作为斯普利特市郊铁路的一部分）提供服务。此外，夏季还开行季节性夜行快速列车，连接斯普利特与奥西耶克、武科瓦尔（由克罗地亚铁路运营），布达佩斯（由匈牙利国家铁路公司运营），维也纳/布拉迪斯拉发（由ÖBB及ŽSSK联合运营）。
除了终点站外，市内还有一座辅助车站“Split Predgrađe”（意为斯普利特郊区站），位于半岛北部的科皮利察（Kopilica）地区，同时提供长途列车及市郊列车服务。

## 友好城市
- 美国洛杉磯
- 義大利安科納
- 希腊帕特雷
- 智利安託法加斯塔
- 智利蓬塔阿雷納斯
- 英国多佛
- 丹麦格萊薩克瑟
- 莫斯塔爾
- 乌克兰敖德薩
- 伊朗克爾曼沙赫[54]
- 捷克奧斯特拉瓦
- 義大利佩斯卡拉
- 黎巴嫩貝魯特
- 北馬其頓什蒂普
- 印度尼西亞班達楠榜
- 土耳其伊茲密爾
- 挪威特隆赫姆[55]
- 斯洛維尼亞韋萊涅
- 蒙特內哥羅采蒂涅
- 阿根廷羅薩里奧
- 中国杭州[56]

### 文獻
- Novak, Grga.  I. Split: Matica Hrvatska. 1957.
- Novak, Grga.  II. Split: Matica Hrvatska. 1961.
- Novak, Grga.  III. Split: Matica Hrvatska. 1965.
- Novak, Grga.  I. Split: Marjan Tisak. 2004a. ISBN 953-214-181-2.
- Novak, Grga.  II. Split: Marjan Tisak. 2004b. ISBN 953-214-182-0.
- Šišić, Ferdo. . Zagreb: St. Kugli. 1920.

## 延伸閱讀
- Robert Adam. . London: Robert Adam. 1764.
- Andrew A. Paton. .  1. Chapman and Hall. 1849: 232+  [2025-04-28]. （原始内容存档于2024-12-06）.
- Emily Anne Beaufort Smythe Strangford. . . London: R. Bentley. 1864. OCLC 1475159.
- Edward Augustus Freeman. . . London: Macmillan and Co. 1881. OCLC 679333.
- R. Lambert Playfair. .  3rd. London: J. Murray. 1892. OL 16538259M.
- . . Leipzig: Karl Baedeker. 1905. OCLC 344268. OL 20498317M.
- F. K. Hutchinson. . . Chicago: McClurg & Co. 1909. OCLC 8647011. OL 13515412M.
- Arthur L. Frothingham. . . New York: Sturgis & Walton Company. 1910. OL 7027058M.
- Trudy Ring (编). . International Dictionary of Historic Places 3. Fitzroy Dearborn. 1996. OCLC 31045650. |chapter=被忽略 (帮助)